# Scissurelloidea
Scissurelloidea é uma superfamília de pequenos moluscos gastrópodes marinhos, proposta por Gray em 1847 e pertencentes ao clado Vetigastropoda. Atualmente compreende quatro famílias, com dezenas de espécies descritas.

## Características da concha
Todos os moluscos da superfamília Scissurelloidea são caracterizados por apresentar dimensões de menos de seis milímetros, em sua maioria (geralmente são de pouco menos de um a quase dois milímetros), podendo atingir até um centímetro. Suas conchas são de forma globular, por vezes com a espiral achatada, com umbílico visível e de cor branca, translúcidas, com relevo de estrias ou retículo aparente e com uma fenda na margem da abertura (como ocorre em Pleurotomariidae), ou com um forame (abertura com forma de furo, presente em gêneros como Sukashitrochus e Sinezona) atrás da margem do lábio externo; deixando uma cicatriz denominada selenizona, preenchida pelo manto, quando a concha cresce, tanto em conchas com furo quanto em conchas com fenda. O canal, ou abertura, da borda da concha é usado para permitir que as águas residuais de sua excreção escapem da câmara do manto. Apresentam uma fina camada de nácar, em seu interior, e um opérculo córneo, circular e multispiral, com núcleo central. Ocorrem conchas sem selenizona ou forame, mas são mais raras.

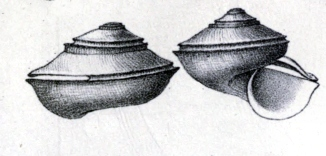
Anatoma umbilicata (Jeffreys, 1883), da família Anatomidae, uma das espécies de Scissurelloidea encontradas em território português, no oceano Atlântico, com sua selenizona bem aparente.
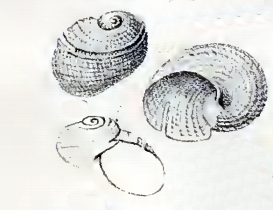
Scissurella reticulata Philippi, 1853, espécie de Scissurelloidea da família Scissurellidae.
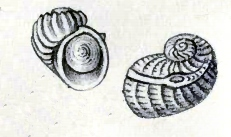
Sinezona cingulata (O. G. Costa, 1861) com opérculo, forame e retículo bem aparente, espécie de Scissurelloidea da família Scissurellidae, encontrada em Angola, Cabo Verde e Mar Mediterrâneo.

## Distribuição
As espécies de Scissurelloidea são distribuídas em todos os oceanos, desde a zona entremarés até profundidades abissais, incluindo regiões de fontes hidrotermais.

## Taxonomia deScissurelloidea
Há mais de 150 espécies descritas de moluscos Scissurelloidea, mas sua diversidade está longe de ser completamente avaliada e o monofiletismo das espécies ainda é questionável.
Durante os séculos XIX e XX os Scissurelloidea estiveram representados unicamente pela família Scissurellidae. Em 2003, havia cerca de vinte e cinco gêneros, divididos em cinco subfamílias da família Scissurellidae (Scissurellinae, Anatominae, Sutilizoninae, Temnocinclinae e Larocheinae). Três destas subfamílias, mais tarde, foram atualizadas para o nível familiar.
De acordo com a taxonomia de Gastropoda (Bouchet & Rocroi, 2005), a família Scissurellidae era constituída por duas subfamílias: Scissurellinae (Gray, 1847) e Larocheinae (Finlay, 1927); além de conter a família Anatomidae (McLean, 1989). Posteriormente Larocheinae se tornou a família Larocheidae.
Geiger (2009), ao descrever uma segunda espécie do gênero, elevou Depressizona à categoria familiar, como família Depressizonidae.

## Classificação deScissurelloidea
A seguir, a classificação das famílias e gêneros de Scissurelloidea, de acordo com o WoRMS.
- Família Anatomidae McLean, 1989
  - Anatoma Woodward, 1859 (sinônimos: Hainella, Schizotrochus e Thieleella)[2]
  - Sasakiconcha Geiger, 2006
- Família Depressizonidae Geiger, 2003[3]
  - Depressizona Geiger, 2003[3]
- Família Larocheidae Finlay, 1927
  - Bathyxylophila B. A. Marshall, 1988
  - Larochea Finlay, 1927
  - Larocheopsis B. A. Marshall, 1993
  - Trogloconcha Kase & Kano, 2002
- Família Scissurellidae Gray, 1847
  - Coronadoa Bartsch, 1946[16]
  - Incisura Hedley, 1904 (sinônimo: Scissurona)
  - Satondella Bandel, 1998
  - Scissurella d'Orbigny, 1824 (sinônimos: Schismope e Woodwardia)[8][11]
  - Sinezona Finlay, 1926 (sinônimos: Ariella e Daizona)[10][14]
  - Sukashitrochus Habe & Kosuge, 1964 (sinônimo: Schismope)[13]